# 内田亜希子
内田 亜希子（うちだ あきこ、1979年6月7日 - ）は、秋田県出身。東京都在住の元競艇選手。
登録番号4125。身長158cm。血液型AB型。89期。東京支部所属。

## 来歴・人物
秋田県立秋田中央高等学校卒業後、看護婦を目指すために中通看護学校に通っていたが、高校も看護学校も推薦で入学したために、自分の力でチャレンジ出来るものを求めていた。
テレビで競艇中継を見たのがきっかけで、自分も競艇選手になりたいと思い受験して合格。看護学校を中退して競艇の道を歩むこととなった。
2008年5月、三国競艇で節間にフライングを2本切り即刻帰郷、次節の桐生でもフライングを1本切ってしまい、2008年度後期（2008年5月1日〜10月31日）が始まって1ヶ月もしないうちにフライング3本持ちとなり、2008年6月23日から12月19日の180日間のフライング休みとなった。

## 経歴
- 2000年10月 やまと競艇学校に第89期選手養成訓練生として入学。
- 2001年10月 やまと競艇学校卒業。
- 2001年11月7日 平和島競艇場・一般戦にてデビュー（6着）。
- 2002年9月7日 津競艇場・女子リーグにてデビュー初勝利。